# Peter Walz (Fußballtrainer)
Peter Walz (* 1944) ist ein ehemaliger deutscher Fußballtrainer.

## Karriere
Walz war in der Regionalligasaison 1972/73 Co-Trainer des SV Darmstadt 98 an der Seite von Cheftrainer Udo Klug, mit dem er die Mannschaft zur regionalen Meisterschaft führte, in der Gruppe 2 der Aufstiegsrunde zur Bundesliga jedoch Rot-Weiss Essen den Vortritt lassen musste.
Von 1981 bis 1987 war er dann Cheftrainer des SC Viktoria Griesheim, der in der seinerzeitigen Amateuroberliga Hessen spielte und 1983/84 mit Platz vier das beste Ergebnis erzielte.
In der Saison 1987/88 war er verantwortlich für den Ligakonkurrenten FSV Frankfurt, den er auf Platz fünf führte. 1992 übernahm er deren Frauenfußballabteilung von Trainerin Monika Koch-Emsermann; ihm folgte nach nur einer Saison Jürgen Strödter.
Nach Griesheim zurückgekehrt, trainierte er den SC Viktoria Griesheim, nunmehr in der Staffel Süd der Landesliga Hessen spielend, von 1997 bis 1999.
Für den Hessischen Fußball-Verband ist er als Lehrgangsleiter Trainerausbildung und als Lehrwart tätig und nimmt regelmäßig an DFB-Fachtagungen teil.

## Erfolge
- Halbfinalist Deutsche Meisterschaft 1993
- DFB-Supercup-Finalist 1992